# Gian Luigi Piccioli
Gian Luigi Piccioli (Firenze, 24 settembre 1932 – Roma, 21 aprile 2013) è stato uno scrittore e saggista italiano.

## Biografia
Di origini abruzzesi, lavorò per l'Eni; debuttò come scrittore nel 1966 con Inorgaggio, uscito per Mondadori. Nel 1979 vinse il Premio Villa San Giovanni per Sveva; nel 1981 il Premio internazionale Trento per la letteratura giovanile per Viva Babymoon; nel 1984 il Premio Scanno per Tempo grande; nel 1987 il Premio Flaiano per la narrativa per Il delitto del lago dell'Eur.

## Opere

### Narrativa
- Inorgaggio, Milano, Mondadori, 1966
- Arnolfini, Milano, Feltrinelli, 1970
- Epistolario collettivo, Milano, Bompiani, 1973
- Il continente infantile, Roma, Editori Riuniti, 1976
- Olofin e la tribù dei cacciatori, Teramo, Lisciani e Zampettim, 1978
- Sveva, Milano, Rusconi, 1979
- Viva Babymoon, Milano, Bompiani, 1981
- Tempo grande, Milano, Rusconi, 1984
- Il delitto del lago dell'Eur, Milano, Camunia, 1987
- Cuore di legno, Milano, Rizzoli, 1990
- Favole proibite, Roma, Arlem, 1998
- L'erba di Auschwitz cresce altrove, Roma, Arlem, 2000
- La Pescarina. L'età del cambiamento, Pescara, ESA, 2005
- Safari alla bambola rossa. Racconti paralleli e racconti reportage di persone e animali, Lanciano, Carabba, 2007
- Tesi di laurea, Lanciano, Carabba, 2010
- Africa vivi!. Taccuini di un reporter, prefazione di Simone Gambacorta, Giulianova (Teramo), Galaad Edizioni, 2012
- Tempo grande, nuova edizione a cura di Simone Gambacorta, Giulianova (Teramo), Galaad Edizioni, 2018
  - Al seguente link le interviste sul romanzo: Libroguerriero l'OttavO

### Saggi
- Una cina per il 2000, Roma, Ecos, 180
- Viaggio nel mestiere Saipem, Roma, Kappagraph, 1980
- Tempi simultanei, con Simone Gambacorta, Giulianova (Teramo), Galaad Edizioni, 2012